# Erika Lindqvist
Erika Lindqvist, ursprungligen Ekman, född 1863, död 1906, var en svensk bomullsvävare och socialdemokrat. Hon tillhörde socialdemokratins pionjärer. 
Hon var ordförande i Allmänna Kvinnoklubben 1901–1903, en av de socialdemokratiska undertecknarna av uppropet för bildandet av Landsföreningen för kvinnans politiska rösträtt (FKPR). Hon biträdde Anna Söderberg med att samla in underlag för en studie över industriarbeterskornas villkor 1893–1894. Hon var ombud vid de socialdemokratiska partikongresserna 1900 och 1905.
Hon blev 1902 en av de socialdemokratiska kvinnor som bidrog till grundandet av Landsföreningen för kvinnans politiska rösträtt (FKPR) tillsammans med Elin Engström och Anna Branting.
Hon var gift med möbelsnickaren Fritz Lindqvist, med vilken hon hade en dotter.